# Gerszon Rotholc
Gerszon Rotholc  (Varsòvia, 24 d'abril 1917- El Molar, 17 d'octubre 1938) fou un boxejador i Brigadista Internacional durant la Guerra civil espanyola d'origen jueu polonès. Gerszon era el germà petit del també boxejador olímpic Szapsel Rotholc.
Gerszon Rotholc era militant antifeixista i del partit comunista Poalé Tsiyyon a Polònia. El 1933 abandona Polònia per emigrar a París on treballa com a sastre. Arribà a Barcelona el 18 de juliol 1936 per participar en l'Olimpíada Popular de Barcelona amb l'ajuda de l'Associació Cultural Jueva de Barcelona formada principalment per refugiats comunistes jueus procedents de Polònia i Alemanya. Poc després d'arribar i degut al Cop d'estat  és obligat juntament amb altres atletes a partir. El gener del 1937 torna a Espanya, arribant a Albacete i unint-se a les Brigades Internacionals, concretament en la XIII Brigada Internacional. Dins de la Brigada ascendí fins a Tinent en cap  de la 2a Companyia del 50è batalló Adam Mickeiewic degut a la seva disciplina i gestes en batalla. Com a Brigadista a Espanya s'afilià al Partit Comunista d'Espanya (PCE). El setembre de 1938 el Govern de la República espanyola ordenà el retorn dels Brigadistes Internacionals als seus països, durant el retorn Gerszon pateix una caiguda del camió on anava patint greus lesions. Un cop traslladat a l'hospital militar d'El Molar mor poc després.
Gerszon fou enterrat al Molar juntament amb altres soldats però els companys polonesos de la companyia varen portar les seves restes a Pradell de la Teixeta on fou enterrat. L'any 2023 l'Associació d'Amics de les Brigades Internacionals i l'associació No Jubilem la Memòria li varen retre homenatge trobant la seva tomba i col·locant una placa en el seu homenatge.